# Keramut
Keramut is een bestuurslaag in het regentschap Kepulauan Anambas van de provincie Riau-archipel, Indonesië. Keramut telt 397 inwoners (volkstelling 2010).